# Nordsjön (Säfsnäs socken, Dalarna)
Nordsjön är en sjö i Ludvika kommun i Dalarna och ingår i Göta älvs huvudavrinningsområde. Sjön har en area på 0,455 kvadratkilometer och ligger 332,1 meter över havet.

## Delavrinningsområde
Nordsjön ingår i det delavrinningsområde (666263-142184) som SMHI kallar för Förgrening. Medelhöjden är 345 meter över havet och ytan är 5,19 kvadratkilometer. Det finns inga avrinningsområden uppströms utan avrinningsområdet är högsta punkten. Sävälven som avvattnar avrinningsområdet har biflödesordning 4, vilket innebär att vattnet flödar genom totalt 4 vattendrag innan det når havet efter 402 kilometer. Avrinningsområdet består mestadels av skog (69 procent) och sankmarker (15 procent). Avrinningsområdet har 0,83 kvadratkilometer vattenytor vilket ger det en sjöprocent på 15,9 procent.